# Eurofly
Eurofly was een Italiaanse luchtvaartmaatschappij met haar hoofdkantoor in Milaan.

## Geschiedenis
Eurofly werd opgericht in 1989 door de in 1987 opgerichte Eurofly Service, die in 1989 werd gereorganiseerd en in handen kwam van Alitalia (45%), Olivette (45%) en San Paolo Finance (10%). In 2000 werd zij volledig overgenomen door Alitalia. In 2003 kwam 80% in handen van Banca Profilo. In 2006 nam Meridiana een aandeel van 29,9% in de maatschappij.

## Bestemmingen
Eurofly voerde lijnvluchten uit naar: (juli 2007)
Binnenland:
- Ancona, Bari, Bologna, Lamezia Termini, Milaan, Napels, Palermo, Pescara, Rome, Venetië.

Buitenland:
- Colombo, Delhi, Fuerteventura, Iraklion, Ibiza, Malé, Mauritius, Mykonos, Mombassa, Moskou, New York, Sharm-el-Sheikh, Tenerife.

## Vloot
De vloot van Eurofly bestond uit: (augustus 2007)
- 4 Airbus AB330-200
- 8 Airbus AB320-200